# Нова Вас (Блоке)
Нова Вас (словен. Nova vas) је насеље и управно средиште општине Блоке, која припада Нотрањско-Крашкој регији у Републици Словенији.

## Становништво
По последњем попису из 2002. године насеље Нова Вас имало је 295 становника.
- Словенци: 266 (98,5%)
- Хрвати: 2
- Немци: 1
- непознато: 1

## Познати мештани
- Иван Презељ (1895-1973) југословенски официр словеначког порекла, потпуковник Југословенске војске, војни аташе Краљевине Југославије у Атини и Прагу, бригадни генерал Југословенске војске у Отаџбини и командант Словеније.